# Bromus nepalensis
Bromus nepalensis  (лат.) — вид однодольных растений рода Костёр (Bromus) семейства Злаки (Poaceae). Впервые описан в 1978 году.

## Распространение
Известен из Непала и Китая (Тибет). Типовой экземпляр собран в Непале, на речном берегу на склоне, в травянистых зарослях.

## Ботаническое описание
Гемикриптофит. Многолетнее растение.
Стебель длиной 45—55 см.
Листья опушённые, заострённые, размером 5—10×0,25—0,4 см.
Соцветие — поникающая яйцевидная метёлка, несущая 1—2 линейных или продолговатых колоска. Колоски содержат по 10—20 цветков (к верхушке число цветков уменьшается).